# Diócesis de Morón
La diócesis de Morón (en latín: Dioecesis Moronensis) es una circunscripción eclesiástica de la Iglesia católica en Argentina. Se trata de una diócesis latina, sufragánea de la arquidiócesis de Buenos Aires. Desde el 28 de mayo de 2025 su obispo es Alejandro Pablo Benna.

## Territorio y organización
La diócesis tiene 130 km² y extiende su jurisdicción sobre los fieles católicos de rito latino residentes en la provincia de Buenos Aires en los partidos de: Morón, Hurlingham e Ituzaingó.
La sede de la diócesis se encuentra en la ciudad de Morón, en donde se halla la Catedral basílica Inmaculada Concepción del Buen Viaje, que fue declarada basílica menor con el breve Terrena in peregrinatione del papa Juan XXIII del 1 de diciembre de 1962.
En 2021 en la diócesis existían 54 parroquias agrupadas en 5 decanatos: (entre paréntesis la fecha de erección canónica de la parroquia)
Decanato de Morón Centro-Norte
- Catedral basílica Inmaculada Concepción del Buen Viaje (en Morón) (23 de octubre de 1730)
- María Reina (en Morón) (8 de diciembre de 1957)
- Virgen de las Flores (en Morón) (8 de diciembre de 1957)
- San Pedro Apóstol (en Morón) (5 de octubre de 1966)
- Señor de los Milagros (en Morón) (12 de septiembre de 1975)
- María Madre de la Iglesia (en Morón) (15 de agosto de 1999)
- Nuestra Señora del Rosario de Pompeya (en Castelar) (9 de noviembre de 1949)
- Nuestra Señora de Fátima (en Castelar[[]]) (28 de noviembre de 1999)
- San Miguel Arcángel (en Castelar) (8 de diciembre de 1957)
- Santa Magdalena Sofía Barat (en Castelar) (5 de octubre de 1966)

Decanato de Morón Sur
- Inmaculado Corazón de María (en Morón) (25 de diciembre de 1961)
- San José (en Morón) (24 de enero de 1958)
- Nuestra Señora de Luján (en Morón) (25 de diciembre de 1961)
- Sagrada Familia (en Morón Sur) (5 de octubre de 1966)
- Nuestra Señora de Luján (en Castelar Sur) (15 de agosto de 1965)
- Santa Rosa de Lima (en Castelar Sur) (29 de agosto de 1999)

Decanato de Haedo

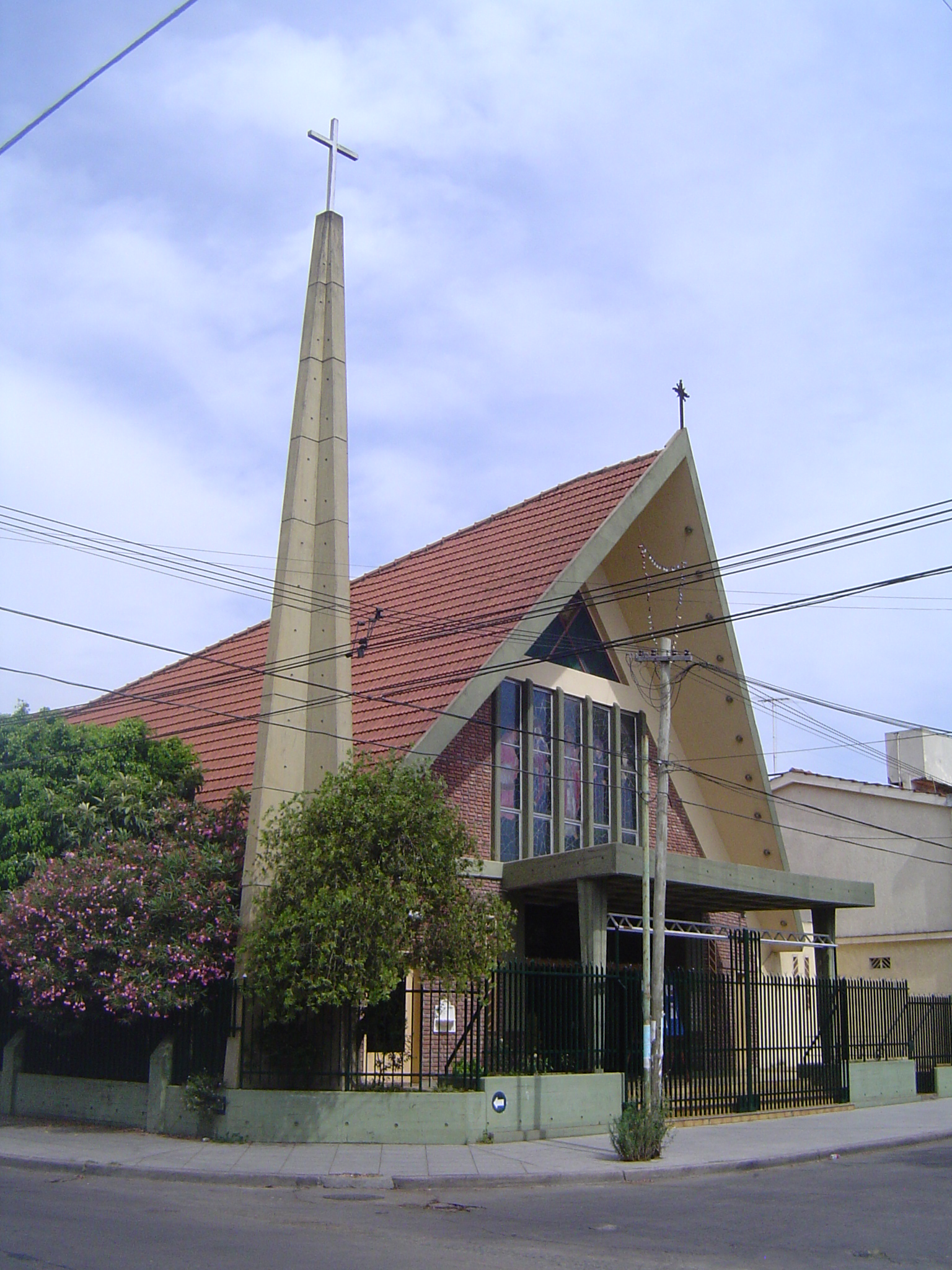
Parroquia Santiago Apóstol y San Carlos Borromeo, en Haedo

- Sagrada Familia (en Haedo) (27 de noviembre de 1930)
- Santiago Apóstol y San Carlos Borromeo (en Haedo) (24 de enero de 1958)
- Resurrección del Señor (en Haedo) (2 de febrero de 1988)
- Sagrado Corazón de Jesús (en Haedo) (24 de septiembre de 1975)
- Nuestra Señora del Perpetuo Socorro (en Haedo) (18 de marzo de 1995)
- Nuestra Señora de Loreto (en El Palomar) (9 de noviembre de 1949)
- Cristo Rey (en El Palomar) (9 de noviembre de 1960)
- Nuestra Señora del Valle (en El Palomar) (2 de abril de 1961)
- Nuestra Señora del Rosario (en Villa Sarmiento) (8 de septiembre de 1969)
- Santa Mónica (en Villa Sarmiento) (25 de diciembre de 1983)

Decanato de Ituzaingó

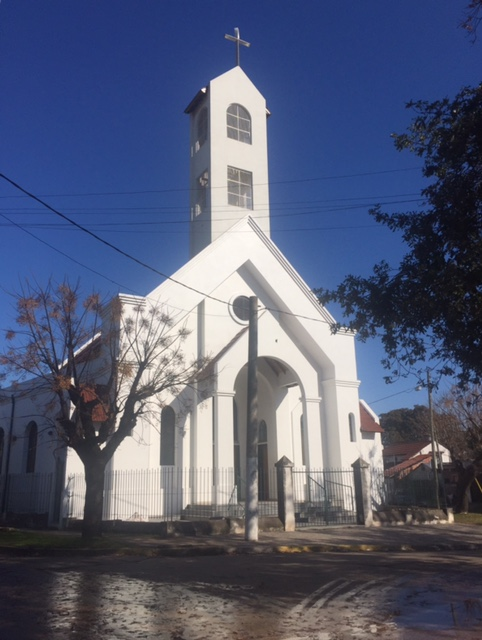
Parroquia Nuestra Señora del Valle, en Ituzaingó

- San Judas Tadeo (en Ituzaingó) (4 de enero de 1946)
- San José (en Ituzaingó) (19 de marzo de 1959)
- Santos Ángeles Custodios (en Ituzaingó) (19 de marzo de 1959)
- San Francisco de Paula (en Ituzaingó) (19 de marzo de 1959)
- Nuestra Señora de Fátima (en Ituzaingó) (19 de marzo de 1959)
- Nuestra Señora del Valle (en Ituzaingó) (16 de julio de 1964)
- Santa Teresa del Niño Jesús (en Ituzaingó) (16 de julio de 1964)
- Nuestra Señora del Pilar (en Ituzaingó) (15 de agosto de 1965)
- Nuestra Señora de Itatí (en Ituzaingó) (22 de abril de 1989)
- Nuestra Señora del Carmen (en Ituzaingó) (27 de septiembre de 1992)
- Nuestra Señora de Lourdes (en Villa Udaondo) (19 de marzo de 1959)
- Santa Cecilia (en Villa Udaondo) (19 de marzo de 1986)
- Jesús del Gran Poder (en Parque Leloir de Ituzaingó) (26 de septiembre de 2010)

Decanato de Hurlingham
- Sagrado Corazón de Jesús (en Hurlingham) (9 de noviembre de 1949)
- Nuestra Señora de los Ángeles (en Hurlingham) (8 de septiembre de 1969)
- Virgen de la Esperanza (en Hurlingham) (23 de junio de 1973)
- Purísimo Corazón de María (en Hurlingham) (29 de junio de 1977)
- Nuestra Señora del Camino (en Hurlingham) (29 de junio de 1977)
- San Carlos Borromeo (en Hurlingham) (10 de abril de 1985)
- San Pablo Apóstol (en Hurlingham) (12 de septiembre de 1992)
- Santuario Nuestra Señora de la Medalla Milagrosa (en Villa Tesei) (8 de diciembre de 1957)
- Cristo Obrero (en Villa Tesei) (29 de junio de 1977)
- Madre de Dios (en Villa Tesei) (29 de junio de 1977)
- San Martín de Porres (en Villa Tesei) (29 de junio de 1977)
- Santa Marta (en Villa Tesei) (8 de diciembre de 1957)
- San Vicente de Paúl (en Villa Tesei) (27 de septiembre de 1992)
- San José Obrero (en William Morris) (19 de marzo de 1983)

## Historia
La diócesis fue erigida el 11 de febrero de 1957 con la bula Quandoquidem adoranda del papa Pío XII, obteniendo el territorio de la arquidiócesis de La Plata. Su primer obispo fue Miguel Raspanti.
El 15 de abril de 1959 el papa Juan XXIII declaró a la Inmaculada Virgen María patrona principal de la diócesis mediante el breve Quae festo.
El 10 de abril de 1961 cedió una porción de su territorio para la erección de la diócesis de San Martín mediante la bula Hispanae linguae del papa Juan XXIII.
El 18 de julio de 1969 cedió una porción de su territorio para la erección de la diócesis de San Justo mediante la bula Omnimode solliciti del papa Pablo VI.
El 13 de mayo de 1997 cedió otra porción de su territorio para la erección de la diócesis de Merlo-Moreno mediante la bula Ministerium apostolicum del papa Juan Pablo II.

## Estadísticas
Según el Anuario Pontificio 2022 la diócesis tenía a fines de 2021 un total de 554 000 fieles bautizados.
| Año                                                                             | Población | Población | Población      | Sacerdotes | Sacerdotes | Sacerdotes | Católicos por sacerdote | Diáconos permanentes | Religiosos | Religiosos | Parroquias y cuasiparroquias |
| Año                                                                             | Católicos | Total     | % de católicos | Total      | Diocesanos | Regulares  | Católicos por sacerdote | Diáconos permanentes | Masculinos | Femeninos  | Parroquias y cuasiparroquias |
| ------------------------------------------------------------------------------- | --------- | --------- | -------------- | ---------- | ---------- | ---------- | ----------------------- | -------------------- | ---------- | ---------- | ---------------------------- |
| 1966                                                                            | 1 090 000 | 1 150 000 | 94.8           | 177        | 73         | 104        | 6158                    |                      | 110        | 416        | 67                           |
| 1970                                                                            | 730 000   | 773 125   | 94.4           | 124        | 64         | 60         | 5887                    |                      | 102        | 260        | 49                           |
| 1976                                                                            | 900 000   | 950 000   | 94.7           | 120        | 61         | 59         | 7500                    |                      | 105        | 253        | 55                           |
| 1980                                                                            | 1 044 000 | 1 215 000 | 85.9           | 120        | 59         | 61         | 8700                    | 1                    | 136        | 259        | 61                           |
| 1990                                                                            | 1 275 000 | 1 407 000 | 90.6           | 140        | 88         | 52         | 9107                    | 14                   | 169        | 267        | 72                           |
| 1999                                                                            | 560 000   | 710 000   | 78.9           | 84         | 58         | 26         | 6666                    | 25                   | 36         | 99         | 52                           |
| 2000                                                                            | 576 000   | 720 000   | 80.0           | 84         | 56         | 28         | 6857                    | 29                   | 38         | 121        | 52                           |
| 2001                                                                            | 580 000   | 725 000   | 80.0           | 83         | 57         | 26         | 6987                    | 30                   | 34         | 122        | 52                           |
| 2002                                                                            | 550 000   | 698 000   | 78.8           | 83         | 58         | 25         | 6626                    | 31                   | 33         | 122        | 52                           |
| 2003                                                                            | 548 500   | 670 000   | 81.9           | 78         | 58         | 20         | 7032                    | 34                   | 28         | 119        | 52                           |
| 2004                                                                            | 511 000   | 655 000   | 78.0           | 77         | 58         | 19         | 6636                    | 34                   | 36         | 123        | 52                           |
| 2013                                                                            | 658 000   | 726 000   | 90.6           | 69         | 55         | 14         | 9536                    | 30                   | 23         | 64         | 53                           |
| 2016                                                                            | 674 000   | 744 000   | 90.6           | 64         | 49         | 15         | 10 531                  | 33                   | 21         | 45         | 53                           |
| 2019                                                                            | 694 975   | 767 190   | 90.6           | 67         | 53         | 14         | 10 372                  | 29                   | 17         | 61         | 54                           |
| 2021                                                                            | 554 000   | 693 180   | 79.9           | 69         | 52         | 17         | 8028                    | 34                   | 20         | 66         | 54                           |
| Fuente: Catholic-Hierarchy, que a su vez toma los datos del Anuario Pontificio. |           |           |                |            |            |            |                         |                      |            |            |                              |

## Episcopologio
- Miguel Raspanti, S.D.B. † (13 de marzo de 1957-22 de enero de 1980 retirado)
- Justo Oscar Laguna † (22 de enero de 1980-30 de noviembre de 2004 retirado)
- Luis Guillermo Eichhorn † (30 de noviembre de 2004-30 de junio de 2017 retirado)
- Jorge Vázquez, por sucesión el (30 de junio de 2017 - 28 de mayo de 2025 retirado)
- Alejandro Pablo Benna (electo desde el 28 de mayo de 2025), toma de posesión canónica el 9 de agosto del 2025